# Epigynopteryx tabitha
Epigynopteryx tabitha är en fjärilsart som beskrevs av W. Warren 1901. Epigynopteryx tabitha ingår i släktet Epigynopteryx och familjen mätare. Inga underarter finns listade i Catalogue of Life.